# Badminton-Juniorenweltmeisterschaft 2010
Die Badminton-Juniorenweltmeisterschaft 2010 fand vom 16. bis zum 25. April 2010 in Guadalajara, Mexiko, statt.

## Medaillengewinner
| Disziplin    | Gold                      | Silber                        | Bronze                              |
| ------------ | ------------------------- | ----------------------------- | ----------------------------------- |
| Herreneinzel | Viktor Axelsen            | Kang Ji-wook                  | Sai Praneeth Bhamidipati            |
| Herreneinzel | Viktor Axelsen            | Kang Ji-wook                  | H. S. Prannoy                       |
| Dameneinzel  | Ratchanok Intanon         | Misaki Matsutomo              | Suo Di                              |
| Herrendoppel | Ow Yao Han Yew Hong Kheng | Nelson Heg Wei Keat Teo Ee Yi | Lee Chun Hei Ng Ka Long             |
| Herrendoppel | Ow Yao Han Yew Hong Kheng | Nelson Heg Wei Keat Teo Ee Yi | Kim Astrup Rasmus Fladberg          |
| Damendoppel  | Bao Yixin Ou Dongni       | Tang Jinhua Xia Huan          | Choi Hye-in Lee So-hee              |
| Damendoppel  | Bao Yixin Ou Dongni       | Tang Jinhua Xia Huan          | Sandra-Maria Jensen Line Kjærsfeldt |
| Mixed        | Liu Cheng Bao Yixin       | Kang Ji-wook Choi Hye-in      | Max Schwenger Isabel Herttrich      |
| Mixed        | Liu Cheng Bao Yixin       | Kang Ji-wook Choi Hye-in      | Ow Yao Han Lai Pei Jing             |
| Mannschaft   | Volksrepublik China       | Südkorea                      | Malaysia                            |

## Medaillenspiegel
| Rang  | Land                | Gold | Silber | Bronze | Gesamt |
| ----- | ------------------- | ---- | ------ | ------ | ------ |
| 1     | Volksrepublik China | 3    | 1      | 1      | 5      |
| 2     | Malaysia            | 1    | 2      | 2      | 5      |
| 3     | Dänemark            | 1    | 0      | 2      | 3      |
| 4     | Thailand            | 1    | 0      | 0      | 1      |
| 5     | Südkorea            | 0    | 3      | 1      | 4      |
| 6     | Japan               | 0    | 1      | 0      | 1      |
| 7     | Indien              | 0    | 0      | 2      | 2      |
| 8     | Hongkong            | 0    | 0      | 1      | 1      |
| 8     | Deutschland         | 0    | 0      | 1      | 1      |
| Total | Total               | 6    | 6      | 10     | 22     |